# Jerago con Orago
Jerago con Orago é uma comuna italiana da região da Lombardia, província de Varese, com cerca de 4.687 habitantes. Estende-se por uma área de 4 km², tendo uma densidade populacional de 1172 hab/km². Faz fronteira com Albizzate, Besnate, Cavaria con Premezzo, Oggiona con Santo Stefano, Solbiate Arno, Sumirago.

## Demografia
| Variação demográfica do município entre 1861 e 2011                               |
|                                                                                   |
| Fonte: Istituto Nazionale di Statistica (ISTAT) - Elaboração gráfica da Wikipedia |